# 後欣特賴峰

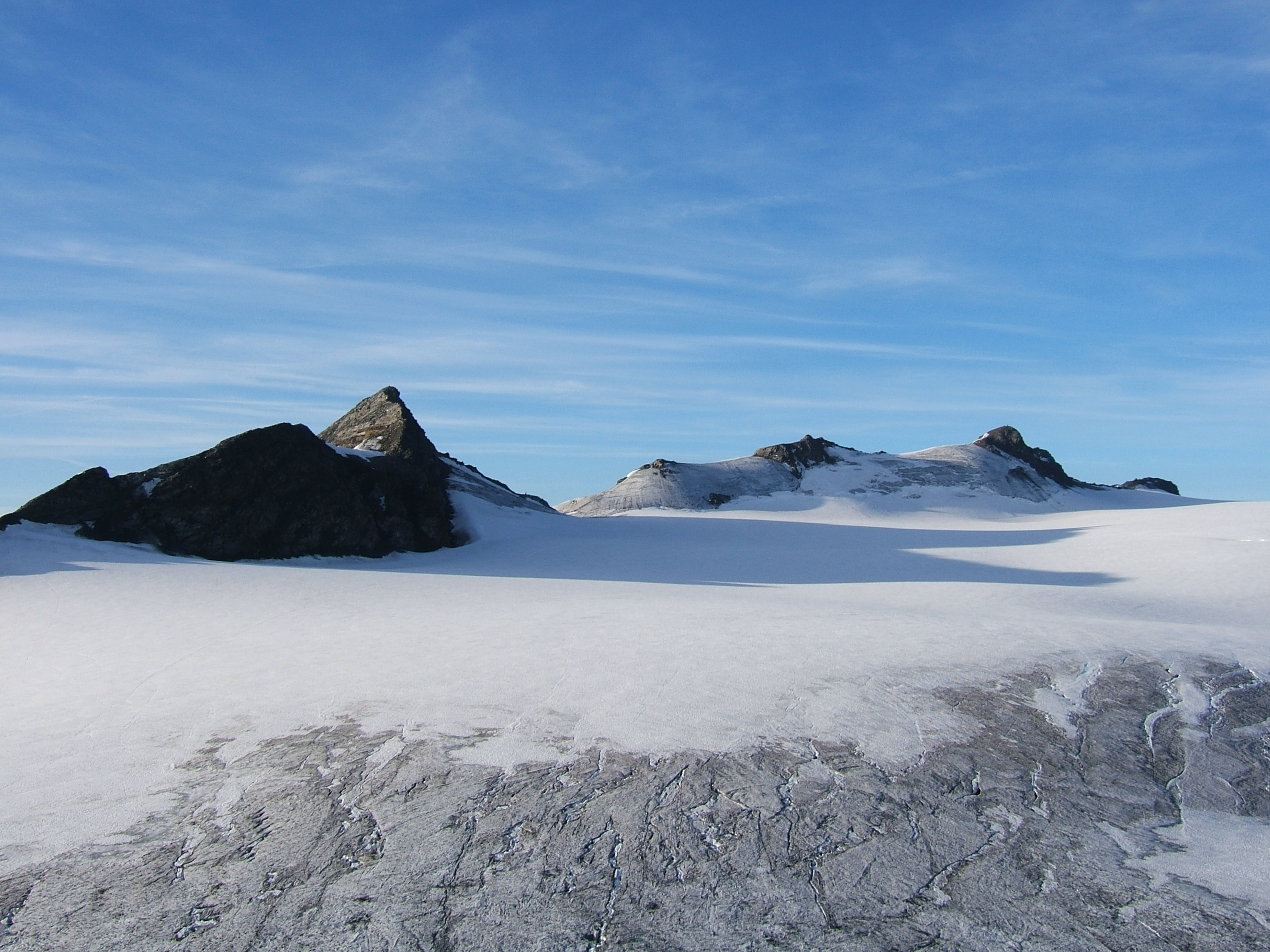

46°49′22″N 10°45′51″E / 46.822822°N 10.764112°E
後欣特賴峰（德語：Hintere Hintereisspitze），是中歐的山峰，位於奧地利和意大利接壤的邊境，屬於奧茨塔爾阿爾卑斯山脈的一部分，距離朗陶費勒峰2.4公里，海拔高度3,485米，每年平均降雨量1,357毫米，人類在1875年7月28日首次登頂。